# Chimá
Chimá è un comune della Colombia facente parte del dipartimento di Córdoba.
Il centro abitato venne fondato da Antonio de la Torre y Miranda nel 1777, mentre l'istituzione del comune è del 18 dicembre 1951.